# 細嘴雁
細嘴雁（學名：Anser rossii；英語：Ross's goose）是分布于北美洲的一種雁屬鳥類，它冬季在美國南部。墨西哥北部過冬，夏季到加拿大繁殖。其羽毛純白，只有翅尖是黑色的。除去原產地，歐洲的荷蘭和英國等一些國家也有馴養這種雁。

## 外部連接
- Ross's Goose - Chen rossii （页面存档备份，存于） - USGS Patuxent Bird Identification Infocenter
- Ross's Goose Species Account （页面存档备份，存于） - Cornell Lab of Ornithology
- 互聯網鳥類收藏上有关Ross's Goose的錄像、照片和音頻
- VIREO上Ross's Goose的圖片